# Georgij Nikolajevič Fljorov
Georgij Nikolajevič Fljorov (rusko Гео́ргий Никола́евич Флёров), sovjetski jedrski fizik. * 2. marec 1913, Rostov na Donu, Ruski imperij, † 19. november 1990, Moskva, ZSSR. Skupaj z Igorjem Vasiljevičem Kurčatovom in Andrejem Dmitrijevičem Saharovom velja za očeta sovjetske jedrske bombe.
Aprila 1942 je kot poročnik Sovjetskega vojnega letalstva napisal pismu Stalinu, v katerem je opozoril na sumljivo tišino na področju jedrske fizike v ZDA, Veliki Britaniji in Nemčiji. Spodbujal je k "gradnji uranove bombe brez odlašanja", kar je vodilo v sovjetski projekt jedrske bombe.
Po njem je bil leta 2012 poimenovan element flerovij.